# Municipio de Gillam
El municipio de Gillam (en inglés: Gillam Township) es un municipio ubicado en el condado de Jasper en el estado estadounidense de Indiana. En el año 2010 tenía una población de 640 habitantes y una densidad poblacional de 6,46 personas por km².

## Geografía
El municipio de Gillam se encuentra ubicado en las coordenadas 41°3′15″N 86°57′58″O / 41.05417, -86.96611. Según la Oficina del Censo de los Estados Unidos, el municipio tiene una superficie total de 99.02 km², de la cual 99,02 km² corresponden a tierra firme y (0 %) 0 km² es agua.

## Demografía
Según el censo de 2010, había 640 personas residiendo en el municipio de Gillam. La densidad de población era de 6,46 hab./km². De los 640 habitantes, el municipio de Gillam estaba compuesto por el 96,56 % blancos, el 0,78 % eran afroamericanos, el 0,16 % eran asiáticos, el 2,19 % eran de otras razas y el 0,31 % eran de una mezcla de razas. Del total de la población el 3,59 % eran hispanos o latinos de cualquier raza.